# АИ-3 ВС
Аптечка индивидуальная АИ-3-1ВС — комплексное средство оказания неотложной помощи в порядке само- и взаимопомощи при ранениях и ожогах в боевых условиях. Принята на снабжение Приказом начальника Тыла Вооруженных Сил Российской Федерации — заместителя Министра обороны Российской Федерации № 46 от 28 июля 2003 г. «О принятии на снабжение Вооруженных Сил Российской Федерации аптечки индивидуальной носимой для военнослужащих АИ-3-1 вс». Содержит универсальный комплект индивидуальных средств первой медицинской помощи из 6 (12) позиций. Габариты 140x100x40 мм.

## Базовая комплектация аптечки индивидуальной АИ-3-1ВС
- Обезболивающее — (промедол) по 1 мл в шприц-тюбике — 2 шт. (в мирное время обезболивающее средство отсутствует);
- Перевязочный пакет индивидуальный типа АВ-3 — 1 шт.;
- Жгут кровоостанавливающий — 1 шт.;
- Антидот при отравлении ФОВ — афин, будоксим;
- Радиозащитное средство — цистамин;
- Антибиотик — доксициклин;
- Противорвотное — этаперазин (диметкарб);
- Чехол матерчатый камуфлированной расцветки с креплением к ремню поясному.

Существует также аналогичная аптечка, АИ-3-2сп, отличающаяся расширенной комплектацией (около 30 позиций) и предназначенная для оказания помощи бо́льшему количеству пострадавших.